# Benjamin Hoskins Paddock
Benjamin Hoskins Paddock, también conocido como Bruce Werner Ericksen (Sheboygan, Wisconsin; 1 de noviembre de 1926 - Arlington, Texas; 18 de enero de 1998), fue un atracador de bancos estadounidense, que fue listado por el FBI como uno de los diez fugitivos más buscados entre 1969 y 1971.

## Biografía

### Primeros años
Paddock nació en Sheboygan (Wisconsin) el 1 de noviembre de 1926, hijo de Benjamin Hoskins Paddock, Sr. y Olga Gunderson. Sirvió en la Armada de los Estados Unidos durante la Segunda Guerra Mundial.
Usó distintos alias a lo largo de su vida, como por ejemplo Perry Archer, Benjamin J. Butler, Leo Genstein, Pat Paddock, y Patrick Benjamin Paddock. A mediados de 1950, Paddock fue voluntario para la Pima County Juvenile Probation Department y en 1959 fue nombrado diputado para encargarse de los casos de los jóvenes obstinados.

## Vida privada
Estuvo casado con Dolores, con quien tuvo cuatro hijos, Steve, Patrick, Bruce, y Eric. Uno de sus hijos, Stephen Craig Paddock, fue el autor de la masacre de Las Vegas de 2017.